# Coccycua
Coccycua — рід зозулеподібних птахів родини зозулевих (Cuculidae). Представники цього роду мешкають в Центральній і Південній Америці. Раніше їх відносили до родів Кукліло (Coccyzus) і Піая (Piaya), однак за результатами молекулярно-філогенетичного дослідження вони були переведені до відновленого роду Coccycua.

## Види
Виділяють три види:
- Піая мала (Coccycua minuta)
- Кукліло карликовий (Coccycua pumila)
- Кукліло попелястоволий (Coccycua cinerea)